# 小行星4704
小行星4704（英語：4704 Sheena）是一颗围绕太阳公转的小行星。1988年1月28日，罗伯特·H·麦克诺特在赛丁泉山发现了此天体。
这颗小行星的绝对星等为280.68193等。